# سيدة الكفن
سيدة الكفن هي رواية كتبها برام ستوكر ونشرها ويليام هينمان في عام ألف وتسعمائة وتسعة. 
هذا الكتاب عبارة عن روايات رسائلية تروى باستعال ضمير المتكلم عبر رسائل ومقتطفات من مذكرات لشخصيات مختلفة، ولكنها تتحدث بشكل رئيسي عن روبرت.
و تشير الأجزاء الأولية التي تقود إلى قراءة وصية العم التي نقلتها شخصيات أخرى إلى أن روبرت هو كما يقال «البطة السوداء في العائلة» وتشير الظروف التي فرضت عليه العيش في القلعة في الجبال الزرقاء على مدار سنة، وذالك قبل أن يرث العقار الكبيرغير متوقع الذي تبلغ قيمته مليون جنيه، إلى أن العم أراد اختبار روبرت بطريقة أو بأخرى.
ملخص الأحداث
ورث روبرت سانت ليجر عزبة من عمه تقدر قيمتها بأكثر من مليون جنيه، بشرط أن يعيش لمدة عام كامل في القلعة التي تعود لعمه في أرض الجبال الزرقاء التي تقع قرب الساحل الدلماسي.
يحاول روبرت كسب ثقة سكان الجبل باستعمال ثروته لشراء أسلحة حديثة لهم من دولة في أمريكا الجنوبية، وجدت نفسها في حالة سلم بشكل غير متوقع وذلك لمساعدتهم للقتال ضد الغزو التركي. كتبت هذه القصة قبل فترة قصيرة من حروب البلقان
وفي إحدى الليالي الماطرة، زارته امرأة شاحبة في غرفته في القلعة طلبًا للدفء إذ كانت ترتدي كفنًا رطبًا. تركها تجفف نفسها أمام النار التي أوقدها. لكن قبل الصباح تقوم المراة بالفرار. وتكرر الزيارة عدة مرات جميعها طوال الليل. كان الاثنان بالكاد يتبادلان الحديث لكن روبرت وقع في حبها، على الرغم من اعتقاده بأنها من مصاصي الدماء. وأثناء زيارته إلى الكنيسة المحلية وجدها في تابوت حجري مغطى بالزجاج وضع في السرداب. وعلى الرغم من الشكوك يعترف لها بحبه بغض النظر عما إذا كانت ميتة أم على قيد الحياة، وبعد ذلك تقوم بالترتيب لعقد الزواج في احتفال أرثوذكسي يقام على ضوء الشموع في الكنيسة في إحدى الليالي، على الرغم من أنه لا يزال لا يعرف اسمها، وتقول هي أنه لا بد أن تواصل العيش وحدها في السرداب في الوقت الحاضر.
بعد وقت قصير تختطفها مجموعة من القوات التركية، ويعلم روبرت أنها تدعى توتا وأنها ليست بميتة حقًا، وإنها كانت الابنة الحية لقائد عسكري شرق أوروبي، عادت للتو من أميركا الجنوبية لكنها دخلت في غيبوبة، وأعلنت وفاتها، ثم أفاقت من غيبوبتها، ونشر القادة المحليون ورجال الدين قصصًا عن مصاصي الدماء التي كانت مقبولة أكثر من الحقيقة لدى السكان المحليين غير المتعلمين، وبعد تداول الاخبار [الخاطئة ] عن وفاتها. ونظراً لهذه القصص، أمضت أيامها في التابوت في السرداب داخل الكنيسة، ولكن حينما غمرت الأمطار الغزيرة السرداب خرجت بحثًا عن الدفء في القلعة التي نشأت فيها، وكانت تعرف جميع مداخلها السرية، وبالتالي كانت لقاءاتها مع روبرت من خلف بوابات مغلقة.
يقود روبرت قوة إغاثة تستطيع تنفيذ قتل خاطفيها وتنقذها.و لكن الأخبار تصل بشكل سريع أن والدها القائد العسكري قد عاد منذ وقت قصير إلى البلاد فقط ليتم اختطافه على يد الأتراك يتوجه روبرت نحو الساحل يسرعة ليقوم بإنزال طائرة بمحرك شبه صامت من سفينة الذخيرة التي وصلت أيضًا إلى هناك، إضافةً إلى مجموعات من السترات الواقية من الرصاص. ويتتبع أثر القائد المختطف ليجده عند أنقاض قلعة قريبة، ويقود روبرت الطائرة مخترقًا جدار القلعة كما لو كانت بالونًا، ويقوم بإنزال تيوتا بحبل إلى والدها. يرتدي والدها مجموعة من السترات الواقية من الرصاص والتي ترتديها تيوتا وروبرت أيضًا، ويشير روبرت إلى الطائرة التي يحلق بها مع تيوتا ووالدها بعيدًا عن القلعة بصمت. بعدها تقوم القوات المحلية بمهاجمة القلعة وهزيمة الأتراك. وتكشف تيوتا لاحقًا عن زواجها من روبرت لوالدها الذي يرحب بروبرت في الأسرة والبلاد.
الشخصيات
- روبرت سانت ليجر، البطل والشخصية الرئيسة
- تيوتا فيزاريون «سيدة الكفن»، تتظاهر بأنها من الموتى الأحياء كما في الأساطير للحفاظ على هدوء البال عند شعبها.
- العمة جانيت (ماك كيلبي)، عمة روبرت الاسكتلندية، التي تمتلك حدسًا قويًا للمستقبل، تنتقل إلى البلقان لتكون معه.
- بيتر فيزاريون، والد توتا قائد عسكري في منطقة الجبال الزرقاء من شرقي أوروبا
- إرنست ميلتون. أحد أقارب روبرت وهو شخصية ثانوية يروي القسم الأول من الرواية التي تؤدي إلى قراءة وصية العم الميت التي يرث روبرت بموجبها بدلاً منه.

المراجع
1. ↑  "The lady of the shroud" (1st ed). LC Online Catalog. مكتبة الكونغرس (loc.gov). Retrieved 2016-09-16. "نسخة مؤرشفة". مؤرشف من الأصل في 2020-04-29. اطلع عليه بتاريخ 2020-05-26.{{استشهاد ويب}}:  صيانة الاستشهاد: BOT: original URL status unknown (link)

## روابط خارجية
- طبعات النص الكامل وقوات الدفاع الشعبي في Bram Stoker Online